# Bo van Wetering
Bo van Wetering (Heerhugowaard, 5 oktober 1999) is een Nederlandse handbalster die uitkomt voor het Hongaarse Győri ETO KC.

## Biografie
Van Wetering kwam van 2021 tot 2024 uit voor het Deense Odense Håndbold. Sinds 2024 komt ze uit voor Győri ETO KC in Hongarije.

## Onderscheidingen
- Talent van het jaar van de Eredivisie: 2018/19[4]
- All-Star Team linkerhoek van het Europees kampioenschap onder 19: 2017